# Étienne Bézout
Étienne Bézout (Nemours, 31 marzo 1730 – Avon, 27 settembre 1783) è stato un matematico francese.

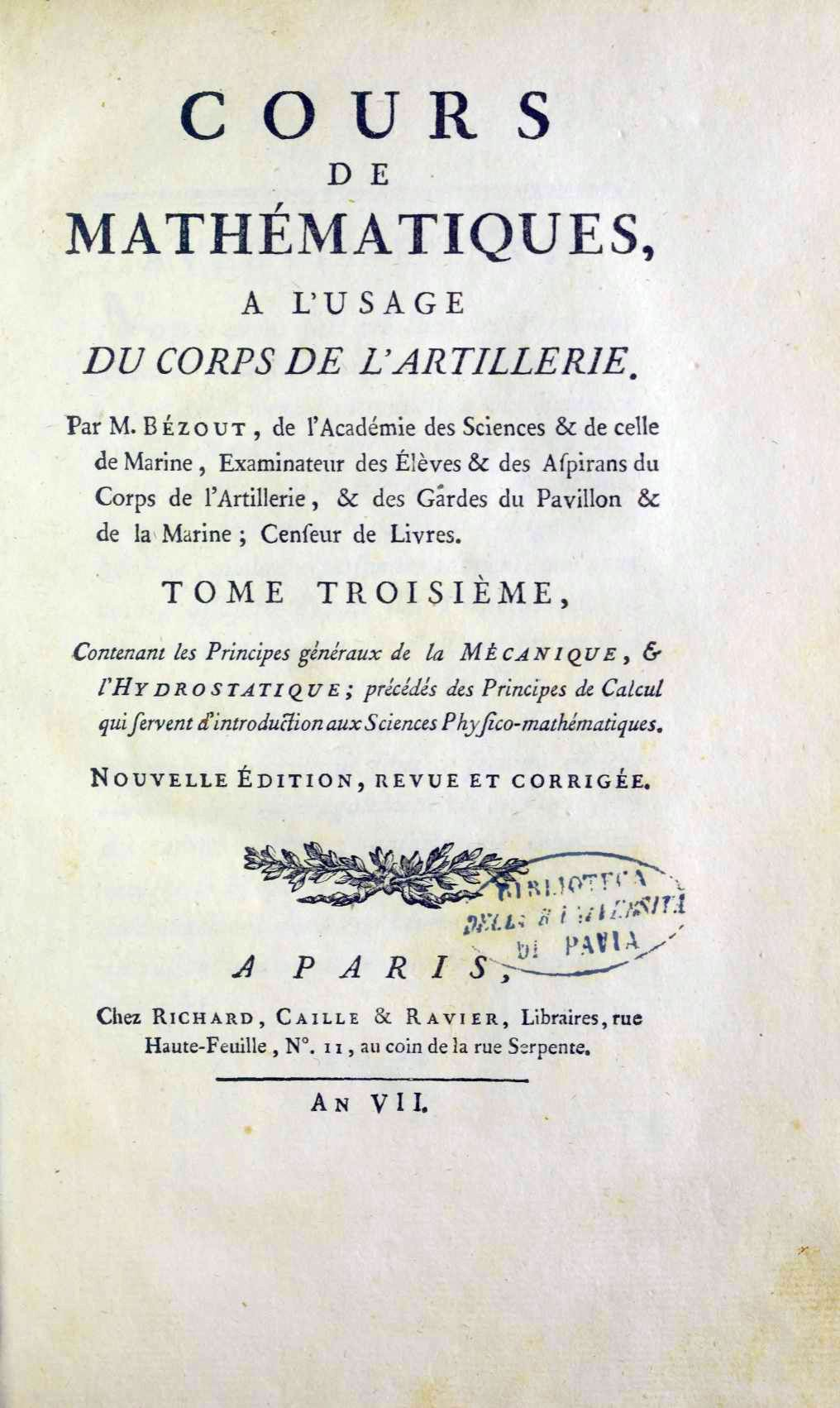
Cours de mathématiques, a l'usage du corps de l'artillerie, 1798

Diventato matematico dopo aver letto dei lavori di Eulero, Bézout insegnò nelle scuole militari, divenendo anche esaminatore ai concorsi per l'ammissione in Marina; gli fu assegnato il compito di scrivere un libro di testo per questi corsi, che, con il titolo di Cours de mathématiques à l'usage des Gardes du Pavillon et de la Marine, fu pubblicato in quattro volumi tra il 1764 e il 1769, e in seguito ampliato, dopo essere divenuto successore di Charles Étienne Louis Camus come esaminatore del Corpo d'Artiglieria, come Cours complet de mathématiques à l'usage de la marine et de l'artillerie. Questo libro fu molto popolare, tanto da essere imitato e tradotto in diverse lingue: fu ad esempio usato all'Università Harvard. Nel 1769 divenne associato all'Accademia francese delle scienze.
Bézout si occupò di algebra, in particolare nel campo delle equazioni: nel 1764 pubblicò Sur le degré des équations résultantes de l'évanouissement des inconnues, uno scritto sulla risoluzione di sistemi di equazioni lineari, definendo per ricorrenza una quantità equivalente al determinante dei coefficienti del sistema. Nel suo lavoro Théorie générale des équations algébraiques, del 1779, dimostrò il teorema di Bézout, che afferma che due curve algebriche di grado (rispettivamente) m ed n si intersecano in generale in m·n punti. Formulò anche l'identità di Bézout per polinomi.

## Opere
- Cours de mathématiques à l'usage des Gardes du Pavillon et de la Marine, 4 volumi, 1764-1769.
  - Cours de mathématiques à l'usage des gardes du pavillon et de la marine, I parte Éléments d'arithmétique, Imprimerie Ph.-D. Pierres, Paris, 1781 (testo online)
  - Cours de mathématiques à l'usage des gardes du pavillon et de la marine, II parte contenant les éléments de géométrie, la trigonométrie rectiligne & la trigonométrie sphérique, Imprimerie Ph.-D. Pierres, Paris, 1782 (testo online)
  - Cours de mathématiques à l'usage des gardes du pavillon et de la marine, III parte, contenant l'algèbre et l'application de cette science à l'arithmétique et la géométrie, J. B. G. Musier, Paris, 1766 (testo online)
  - Cours de mathématiques à l'usage des gardes du pavillon et de la marine, IV parte, contenant les principes généraux de la mécanique, précés des principes de calcul qui servent d'introduction aux sciences physico-mathématiques, imprimerie Baudelot et Eberhart, Paris, in 4° http://iris.univ-lille1.fr/pdfpreview/bitstream/handle/1908/2385/Cours_de_mathematiques_a_l_usage_des_gardes...4eme_partie.pdf?sequence=2[collegamento interrotto]
- Suite du cours de mathématiques à l'usage des gardes du pavillon et de la marine contenant le traité de navigation, J. B. G. Musier, Paris, 1769 (testo online)
- Théorie générale des équations algébriques, Imprimerie Ph.-D. Pierres, Paris, 1779 (testo online)
- Cours de mathématiques, à l'usage du corps de l'artillerie, tomo 1, contenant l'arithmétique, la géométrie et la trigonométrie rectiligne, Richard, Caille et Ravier libraires, Paris, in 8° (testo online)
  - Cours de mathématiques, à l'usage du corps de l'artillerie, tomo 2, contenant l'algèbre et l'application de l'algèbre à la géométrie, Imprimerie Ph.-D. Pierres, Paris, 1788 (testo online)
  - Cours de mathématiques, à l'usage du corps de l'artillerie, tomo 3, contenant les principes généraux de la mécanique, & l'hydrostatique ; précédés des principes de calcul qui servent d'introduction aux sciences physico-mathématiques, Imprimerie Ph.-D. Pierres, Paris, 1788 (testo online)
    -  Cours de mathématiques, a l'usage du corps de l'artillerie, vol. 3, Paris, Tilliard, 1798.

  - Cours de mathématiques, à l'usage du corps de l'artillerie, tomo 4, contenant l'application des principes généraux de la mécanique à différents cas de mouvement & d'équilibre, chez Richard, Caille et Ravier libraires, Paris, an VII (testo online)

### Mémoires de l'Académie royale des sciences
- Mémoire sur les Courbes dont la rectification dépend d'une quantité donnée, 1758, pp. 65–80 (testo online)
- Mémoire sur plusieurs classes d'équations de tous les degrés qui admettent une solution algébrique ; 1762, pp. 17–52 (testo online)
- Recherches sur le degré des Équations résultantes de l'évanouissement des inconnues, & sur les moyens qu'il convient d'employer pour trouver ces équations, 1764, pp. 288–338 (testo online)
- Mémoire sur la résolution générale des équations de tous les degrés, 1765, pp. 533–552 (testo online)
- Formules calculées par Monsieur Bézout ajoutées au Mémoire sur quelques expériences relatives à la dioptrique par M. le Duc de Chaulnes, 1767, pp. 468–470 (testo online)
- Avec Lavoisier et Vandermonde, Expériences faites par ordre de l'Académie, sur le froid de l'année 1776, 1777, pp. 505–526 (testo online)

### Mémoires de mathématique et de physique présentés à l'Académie royale des sciences
- Mémoire sur les quantités différencielles, qui n'étant point intégrables par elles-mêmes, le deviennent néanmoins quand on leur joint des quantités de même forme qu'elles, Imprimerie royale, Paris, 1760, tome 3, pp. 326–343 (testo online)